# 高知駅前観光

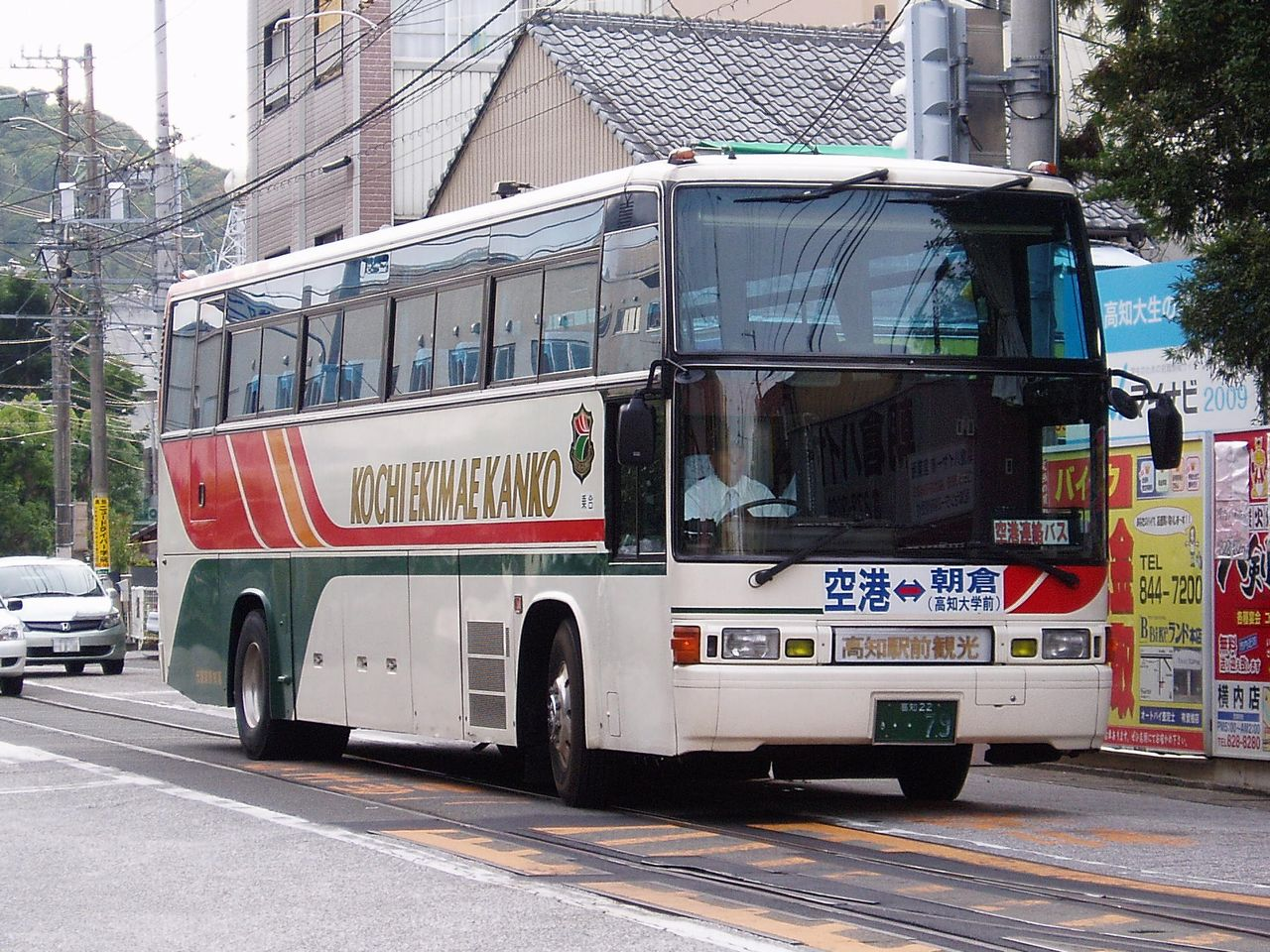
高知龍馬空港連絡バス

株式会社高知駅前観光（こうちえきまえかんこう）は、高知県高知市で路線バス事業、観光バス事業、ハイヤー事業を行う企業である。

## 沿革
- 1950年 - 創業。当初は観光バスとタクシーのみの営業であった。
- 1997年12月1日 - 有限会社高知駅前ハイヤーから株式会社高知駅前観光に組織・商号変更。
- 2001年7月 - 路線バス事業に参入。朝倉～高知空港連絡バス運行開始。
  - 当初は需給調整から土佐電気鉄道（その後土佐電ドリームサービスを経てとさでん交通に統合される）競合区間での停留所設置が、はりまや橋を除き認められなかった。
- 2002年2月 - 土佐電気鉄道と競合する区間で停留所を設置。
  - 2001年10月に再申請したものが、路線バス事業の規制緩和と同時に設置となる。
- 2008年7月28日 - 高知駅～高知龍馬空港連絡バス運行開始。
- 2009年6月16日 - 首都圏とを結ぶツアーバス「スマイルライナー」（系列会社、高知駅前トラベル主催）の運行開始。
- 2010年9月9日 - 路線変更・ダイヤ改正。事実上2系統統合（朝倉・高知大学前線と高知駅線の統合）
  - 朝倉・高知大学前～高知龍馬空港線は高知龍馬空港発の一部（2便・4便）を除いて全て高知駅・はりまや橋経由になる。
  - 高知駅～高知龍馬空港線は全てはりまや橋経由となり、北本町3丁目・江陽小学校前・太田川橋・金田橋・卸商団地前の停留所は廃止。
  - 往復回数券の発売開始。
- 2012年11月1日 - 県庁前～高知駅～高知龍馬空港 の運行（但し県庁前～高知駅間は空港発のみ）に変更し、朝倉・高知大学前～県庁前間を廃止。[1]
- 2013年8月1日 - この日よりスマイルライナーが新高速乗合バスに移行。
- 2016年4月24日 ‐ 路線変更・ダイヤ改正。
  - 県庁前便を廃止し、農学部前、堺町、堀詰、高知城前、県庁前停留場を廃止。高知龍馬空港～知寄町間は、高知東部自動車道（高知南国道路）経由となる。
- 2016年5月10日 - ICカードですかを導入。
- 2020年
  - 3月1日 - 事務所移転に先立ちスマイルライナーの発着地を仁井田から桟橋に変更。
  - 3月2日 - 本店を高知市仁井田4635番地から同市桟橋通五丁目1番57号に移転。（新事務所での業務は同月9日から開始。）

- 2025年3月11日 - 日本初の上下二段フルフラットシートバス「ソメイユプロフォン」をスマイルライナーと同時刻にモニター運行[2]。

## 営業所所在地
- 高知市桟橋通五丁目1番57号

## 路線

### スマイルライナー

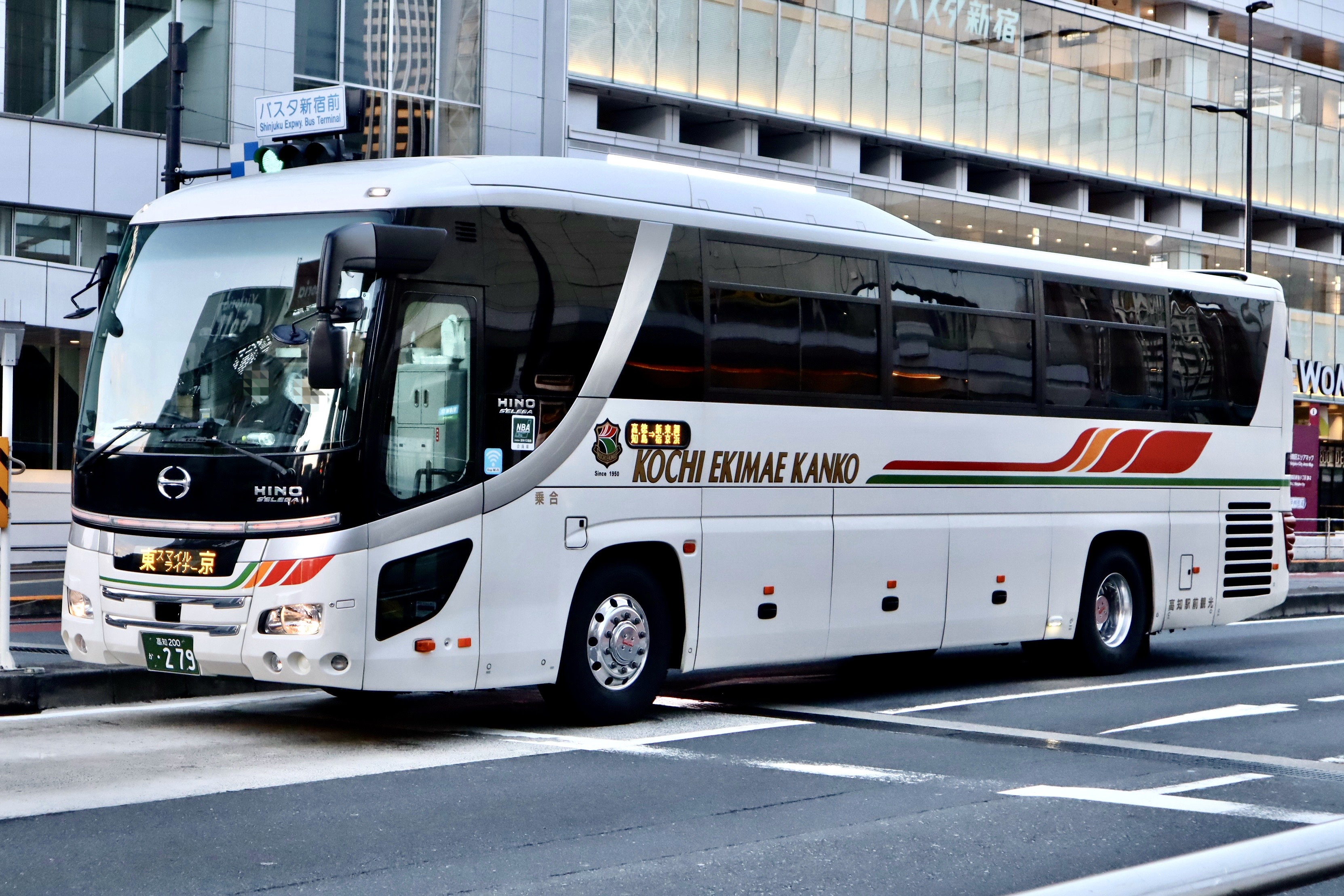
スマイルライナー

- 桟橋（高知駅前観光本社前） - はりまや橋観光バスターミナル - JR高知駅前 - 徳島駅前 - バスタ新宿 - バスターミナル東京八重洲 - 東京ディズニーランド
  - 四国内・首都圏内相互の乗車はできない。
  - 高知発・木曜 - 日曜、東京発・金曜 - 月曜に運行する。繁忙期(年末年始、お盆等)は毎日運行することがある。

### 空港連絡バス
- JR高知駅 - 高知駅前 - 高知橋 - 蓮池町通 - 北はりまや橋 - （はりまや橋 / はりまや橋観光バスターミナル） - 菜園場 - 宝永町 - （知寄町二丁目 / 知寄町） - 高知龍馬空港
  - はりまや橋、知寄町二丁目は空港行のみ停車
  - はりまや橋観光バスターミナル、知寄町は空港発のみ停車
  - 空港行は乗車のみ、空港発は降車のみ可能

### 過去路線
◎朝倉（高知大学前）〜高知駅～高知龍馬空港線（2010年9月9日～2012年10月31日、9月8日までの2系統を事実上統合）
《2010年9月9日からの「高知龍馬空港行」停留所》
- 朝倉（高知大学前） - 鴨部 - 旭町三丁目 - 上町五丁目 - 上町二丁目 - 上町一丁目 - 枡形 - グランド通 - 県庁前 - 公園通 - 大橋通 - 堀詰 - 堺町 - JR高知駅 -高知駅前 - 高知橋 - 蓮池町 - はりまや橋信金前 - はりまや橋 - 菜園場 - 宝永町 - 農学部前 - 高知龍馬空港

《2010年9月9日からの「朝倉（高知大学前）行」・「JR高知駅行」停留所》一部（2便・4便）は途中通過停留所あり（下記参照）。
- 高知龍馬空港 - 農学部前 - 宝永町 - はりまや橋観光バスターミナル - はりまや橋名産センター前  -  高知橋 - JR高知駅 - 堺町 - 堀詰 - 大橋通 - 県庁前 - グランド通 - 枡形 - 上町一丁目 - 上町二丁目 - 上町五丁目 - 旭町三丁目 - 新道鴨部 - 朝倉（高知大学前）
  - 2便・4便のみ、はりまや橋名産センター前 - 高知橋 - JR高知駅を通過。
  - 空港行は乗車のみ、空港発は降車のみ（農学部前を除く）。
  - 農学部前は乗降ともにでき、高知大学本校から離れている学部を繋ぐ路線ともなっている。

○朝倉（高知大学前）〜高知龍馬空港線（2010年9月8日迄）
- （2010年9月8日迄）朝倉（高知大学前） - 鴨部 - 旭町三丁目 - 上町五丁目 - 上町二丁目 - 上町一丁目 - 枡形 - グランド通 - 県庁前 - 公園通 - 大橋通 - 堀詰 - 堺町 - はりまや橋 - 菜園場 - 宝永町 - 農学部前 - 高知龍馬空港
  - 空港行は乗車のみ、空港発は降車のみ（農学部前を除く）。
  - 農学部前は乗降ともにでき、高知大学本校から離れている学部を繋ぐ路線ともなっている。

○高知駅〜高知龍馬空港線（2010年9月8日迄）
- 高知駅 - 北本町3丁目 - 江陽小学校前 - 太田川橋 - 金田橋 - 卸商団地前 - 高知龍馬空港
  - 空港行は乗車のみ、空港発は降車のみ。
  - 原則3列シート車で運行。

## 車両
- 日野自動車製が多く在籍していたが、ここ数年では三菱ふそうトラック・バス製の導入が多くなってきている。
- 空港連絡バスの車両は、観光用を路線用に変更した小型または大型車両が使われていたが、現在では他社から移籍してきた中古車両への取替が完了している。
- 観光バスは小型・中型・大型車両が揃う。

## その他
- 自社のタクシーとバスを乗り継ぐと、バス運賃が割引となる。
- 空港連絡バスに各種乗車券はとさでん交通との相互利用可能となっている。